# Tribes Aerial Assault
Tribes Aerial Assault è una sparatutto in prima persona online sviluppato per PlayStation 2 nel 2002 da Sierra Entertainment, facente parte della serie Tribes inaugurata da Starsiege: Tribes. Sebbene dal punto di vista commerciale non sia stato un grande successo, il videogioco è riuscito a catalizzare una discreta comunità di appassionati che hanno sviluppato per il gioco combattimenti online e forum di discussione.
Per via del supporto della comunità un certo numero di programmatori originali continuano a gestire il sito del videogioco e a sviluppare dei programmi per aiutare la comunità. Questi programmatori hanno sviluppato un server dedicati per il videogioco, l'Aerial Assault Dedicated Server.